# مصطفی چچن‌اوغلو
مصطفی چچن‌اوغلو (انگلیسی: Mustafa Çeçenoğlu؛ زادهٔ ۱۲ ژانویهٔ ۱۹۹۴) بازیکن فوتبال اهل ترکیه است.